# Salicornia indica
Salicornia indica är en amarantväxtart som beskrevs av Carl Ludwig von Willdenow. Salicornia indica ingår i släktet glasörter, och familjen amarantväxter. Inga underarter finns listade i Catalogue of Life.